# جنسون بروكسبي
جنسون بروكسبي (مواليد 26 أكتوبر 2000) هو لاعب تنس محترف أمريكي، أعلى تصنيف له في الفردي كان ال35 في أبريل 2022.

## روابط خارجية
- جنسون بروكسبي على موقع رابطة محترفي التنس (الإنجليزية)
- جنسون بروكسبي على موقع الاتحاد الدولي لكرة المضرب (الإنجليزية)
- جنسون بروكسبي على موقع خلاصة التنس.كوم (الإنجليزية)
- جنسون بروكسبي على موقع إي إس بي إن.كوم (الإنجليزية)